# Demografia d'Israel

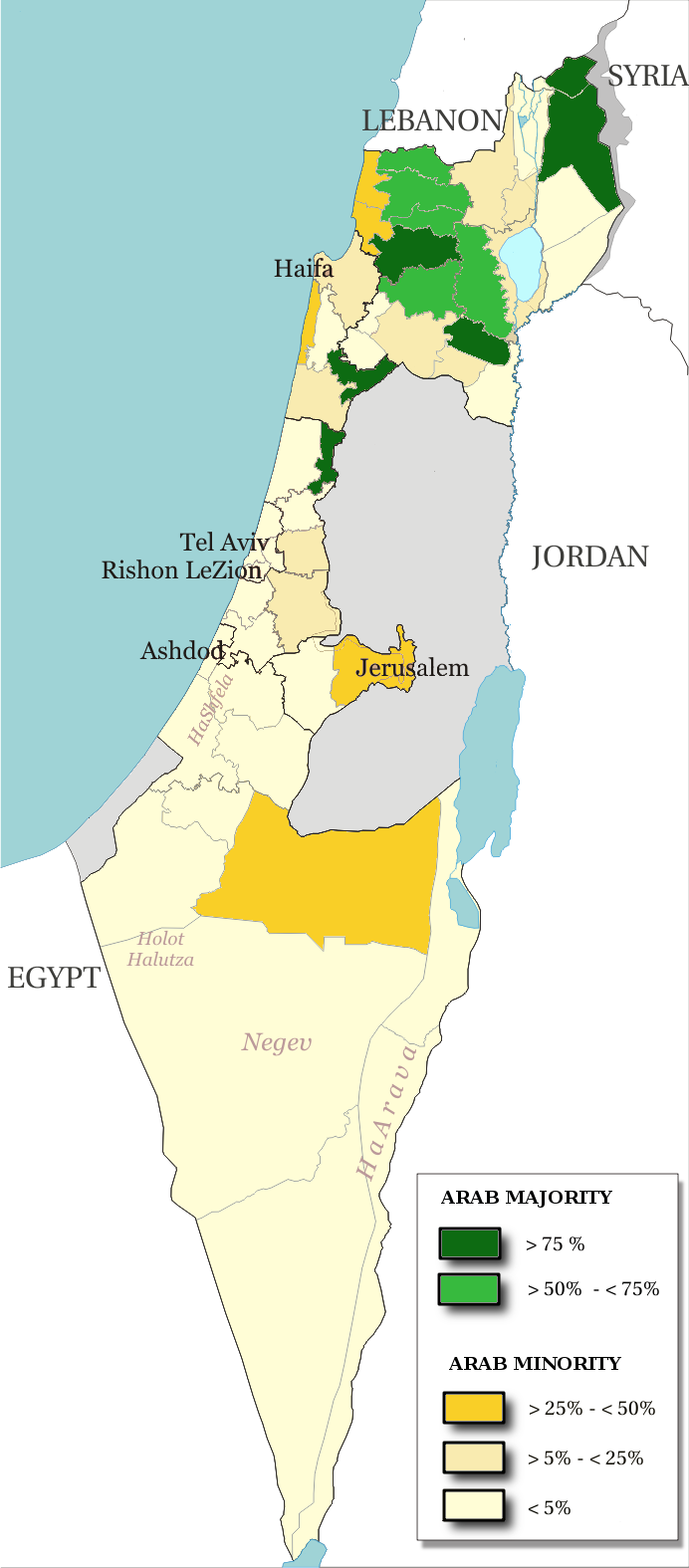
Distribució de la població àrab a Israel l'any 2000

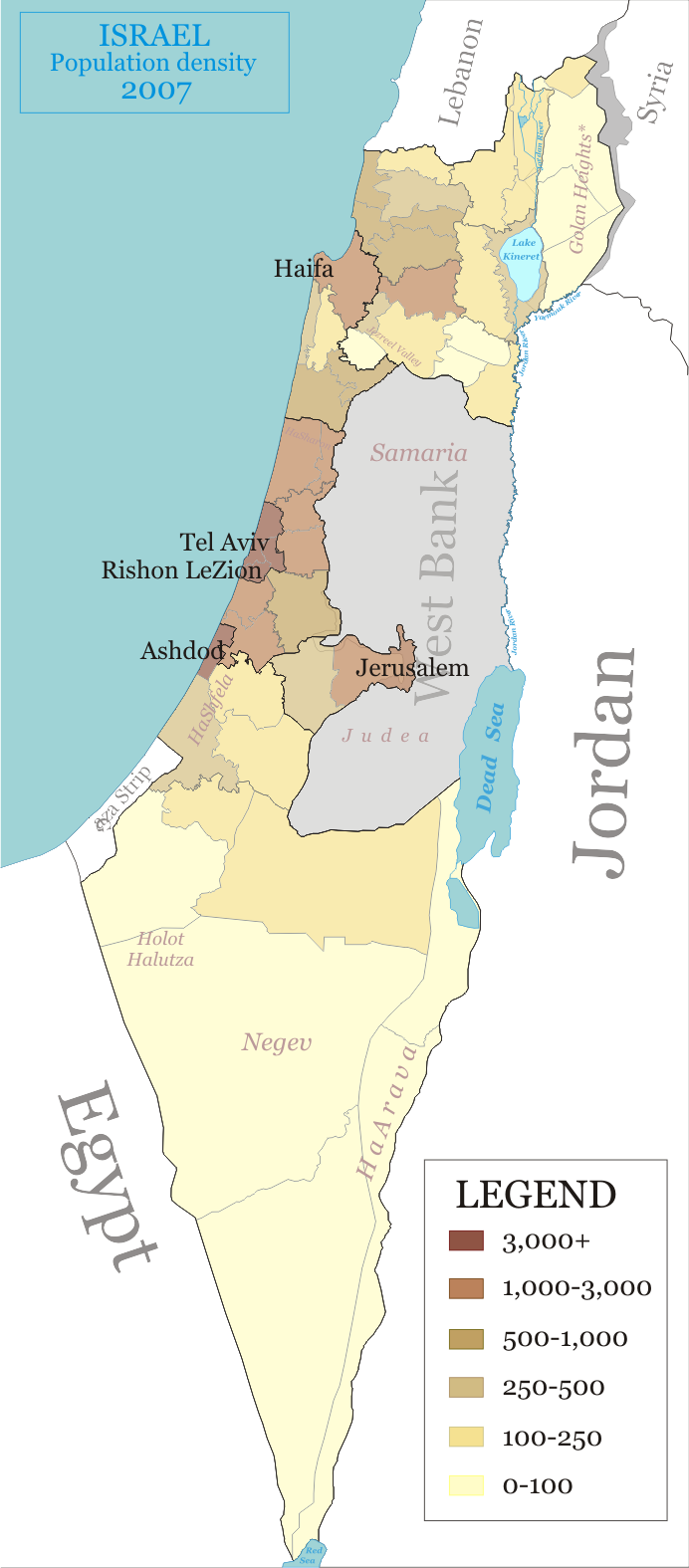
Densitat de població a Israel per regions, el 2007

Israel tenia una població de 7.624.600 segons el cens de 2010. El 78,1% són jueus, el 15,1% musulmans, el 2,1% cristians i l'1,6% drusos. Als territoris ocupats de Cisjordània, la Franja de Gaza i Jerusalem Est, el 2001 la població era de 3,3 milions. Segons el Ministeri de l'Interior d'Israel hi ha 270.000 ciutadans israelians a les ciutats i als assentaments establerts a Cisjordània i uns altres 20.000 als Alts del Golan.

## Història
El 1948, quan va néixer l'estat d'Israel, la població total era de 914.700 habitants (156.000 jueus). Entre el 1948 i el 1960 la població immigrant jueva va augmentar en 1,1 milions, procedents sobretot de l'èxode des dels països àrabs, com el Iemen (60.000), l'Iraq (140.000), Síria (35.000), el Líban (5.000), Tunísia (120.000), el Marroc (300.000), l'Iran (200.000) i Algèria (150.000). També va emigrar al nou estat la petita comunitat jueva d'Europa després de l'Holocaust (prop de 250.000 persones). D'altres moviments migratoris posteriors s'han produït després de la desintegració de la Unió Soviètica, quan molts jueus de Rússia, Ucraïna i Belarús varen decidir emigrar a Israel. I els moviments ja més moderns daten del 2001 quan molts jueus de l'Argentina van decidir emigrar a causa de la greu crisi econòmica.

## Evolució de la població

Evolució demogràfica.

## Emigració
| País         | Població jueva 1948 | Emigrats a Israel | Població jueva 2002 |
| ------------ | ------------------- | ----------------- | ------------------- |
| Algèria      | 140.000             | 24.000            | 20                  |
| Egipte       | 66.000              | 37.000            | 50                  |
| Iraq         | 140.000             | 130.000           | ¿100?               |
| Líban        | 5.000               | 4.000             | 70                  |
| Líbia        | 38.000              | 35.800            | 0                   |
| Marroc       | 285.000             | 266.300           | 3.500               |
| Síria        | 35.000              | 8.500             | 120                 |
| Tunísia      | 130.000             | 52.000            | 1.500               |
| Iemen i Aden | 60.000              | 50.600            | 500                 |
| Total        | 899.000             | 608.200           | 5.860               |

## Distribució actual
Avui dia la població està desigualment repartida pel territori. A la regió central i a la costa mediterrània hi ha més aglomeració de població, amb índexs superiors als 300 habitants per km². Al sud la mitjana no supera els 55 hab/km². S'estima una doble ocupació del territori: d'una banda les grans ciutats (Jerusalem, Tel-Aviv, Haifa, Beerxeba i Elat) i d'altra banda l'ocupació rural en forma de quibuts i de moixavs, poblacions agrícoles amb una forma d'explotació del terreny i de convivència comunal.

## Llengües d'Israel
Israel té dues llengües oficials: l'hebreu i l'àrab, tot i que l'anglès també es fa servir a nivell oficial. L'hebreu fou ressuscitat a finals del segle xix després de gairebé 2000 anys de considerar-se com a llengua morta, i avui dia el parlen més de 3 milions d'israelians (gairebé la totalitat de jueus) com a llengua materna. L'àrab és parlat principalment pels àrabs i pels drusos i per la vella generació de jueus que van arribar de països àrabs.
Entre els altres idiomes que parlen els jueus nascuts fora d'Israel cal destacar-ne el rus per l'emigració des de Rússia, Ucraïna i Belarús, l'anglès pels immigrants arribats sobretot dels Estats Units, el francès (immigrants de França i Bèlgica), l'amhàric (d'Etiòpia), el castellà (Argentina, Uruguai, Costa Rica, Perú, Colòmbia, Espanya, Xile i Mèxic), el persa, el romanès (de Romania i Moldàvia), el georgià, l'hongarès, el polonès, l'ídix, el judeocastellà, l'armeni, l'arameu (del Kurdistan), el portuguès (del Brasil), l'hindi, el neerlandès, el serbi, el búlgar, el xinès (del Taiwan) i molts d'altres més minoritaris.

## Principals ciutats
- Jerusalem: 706.400 hab. (11% del total)
- Tel-Aviv: 371.400 hab. (5,8% del total)
- Haifa: 268.300 hab. (4,2% del total)
- Rixon le-Tsiyyon: 217.400 hab. (3,4% del total)
- Asdod: 196.900 hab. (3,1% del total)

## Àrees metropolitanes
- Tel-Aviv: 1.176.700 hab. (18,4% del total)
- Jerusalem: 706.400 hab. (11% del total)
- Haifa: 537.400 hab. (8,4% del total)